# インスブルック大学
インスブルック大学（インスブルックだいがく、英語: University of Innsbruck、公用語表記: Leopold-Franzens-Universität Innsbruck）は、オーストリアインスブルックに本部を置くオーストリアの公立大学。1669年創立、1562年大学設置。
現在はオーストリアでウィーン大学、グラーツ大学に次ぐ規模の大学である。

## 沿革
1562年にインスブルックにイエズス会の学校（現在のAkademisches Gymnasium Innsbruck）が設立された。ハル・イン・チロルの岩塩鉱山業者の資金で、1669年に神聖ローマ帝国皇帝のレオポルト1世 により4学部の大学が設立された。
1782年までに小規模なものに衰退したが1826年に最初のオーストリア皇帝フランツ1世によって大学として再建された。大学の正式名称、Leopold-Franzens-Universität Innsbruckは、2人の大学設立者、レオポルト1世、フランツ1世からきている。チェコの民族再生運動と1848年革命に触発されたチェコ革命にオロモウツ大学の教師、学生が参加したため、1850年代にハプスブルク家はオロモウツ大学を閉鎖し、オロモウツ大学の儀式のための用具はインスブルック大学に移され、現在に伝わっている。
ナチス政権下の1941年3月に、学長レイモンド・クレベルスベルク(Raymond Klebelsberg)の提案で"German Alpine University"と改名された。ナチスに反対する学者は追放された。20世紀の後半、大学は拡大し、1969年に土木工学、建築学、農学部が新設され、1976年に社会工学、経済工学部が新設され、法学と政治学部が統合された。2002年に大学法の改正により改組が行われ、医学部が分離した。

## 卒業生
- ハンス・ディートマール・シュヴァイスグート：駐日欧州連合大使 (2011年1月 - )[1]
- アレクサンダー・ファン・デア・ベレン：現オーストリア大統領
- イーヴォ・サナデル：クロアチア首相、クロアチア民主同盟（HDZ）総裁
- ハンス＝マルティン・シュライヤー：ドイツの実業家、ドイツ経営者連盟（BDA）及びドイツ産業連合（BDI）会長
- ラインハルト・シュワルツェンベルガー：オーストリアのスキージャンプ選手
- ペーター・ツォラー：オーストリアの物理学者、特に量子コンピュータや量子情報科学の先駆的研究で知られる
- ヴァルター・ガムス：オーストリアの菌類学者
- オットー・エンダー：オーストリア元首相
- マックス・クララ：オーストリアの解剖学者、クララ細胞の発見者
- アルベルト・デファント：オーストリアの海洋物理学者、天体物理学者、大気物理学者、気象学者
- フーベルト・ザルヴァトール・フォン・エスターライヒ＝トスカーナ：オーストリア＝ハンガリー（二重帝国）の皇族、軍人
- ウルリケ・ルナチェク：オーストリアの政治家、元文化担当国務長官、欧州議会副議長